# Rinat Voligamsi
{{Info/Biografia
```
|nome               = Manuelito Shoe
|nome_completo      = Manuel Marcos Huo
|nome_nativo        = Manito
|nascimento_data    = 
14 de agosto
 de 
2005
 
(19
 
anos)

|nascimento_local   = 
Maxixe
, 
Distrito de Maxixe
, [Província de Inhambane ]]
|nacionalidade      = 
Moçambique

|ocupação           = 
Rapper|Poeta|Professor|Electricista
```

Manuel Marcos Huo ; nascido em 14 de Agosto de 2005), mais conhecido como Manuelito Shoe, é um Rapper (compositor)Moçambicano. A maior parte do seu trabalho lida com a redenção ao criador deste universo, não só, assim como inspirar à todo mundo a não se incapacitar. Nos finais do mês de março à segunda semana de abril de 2025, Manuelito Shoe lançou cerca de cinco freestyles nomeadamente: Não tenha medo|Siga Deus|Orem por nós|Vamos Aprender. As suas letras estão recheadas de versos dois tipos:  globais (em que qualquer pessoa possa perceber e interpretar) e específicos (que é preciso saber duma determinada matéria pra poder perceber).
Segundo os 5 freestyles lançados nesse ano, conclui-se que ele faz punchlines (Ainda estou de pé), busca de redenção (Siga Deus e Orem Por Nós), conselhos (Não tenha medo), deixar aprendizagem (Vamos Aprender).
Realçar que a sua carreira de lançar Freestyles começou em 2023, mas depois deu espaço a outros assuntos, e esteve num momento de desafios, onde voltou a continuar desde Março  de2025.

## Vida e Carreira
Voligamsi nasceu em 1968 na pequena cidade de Yermolaevo no qual fazia parte da República Socialista Soviética Autônoma de Basquir. Ele possuía um interesse em pinturas desde criança. O mesmo entrou na Universidade Tecnológica de Petróleo do Estado de Ufa em 1984, onde ele se formou em Arquitetura em 1989. Foi também chamado para o Exército Vermelho em 1988, mas foi alocado para a reserva depois de um ano para retomar os estudos. Em 1994, recebeu o Prêmio de Estado da Federação Russa em reconhecimento do seu trabalho. Desde o ano 2000, Voligamsi é membro da União de Artistas Russos. Em 2014, venceu o Prêmio Repin da Federação Russa e foi nomeado para o Prêmio Kandinsky.
Voligamsi ganhou grande reconhecimento pela sua obra de 2006 titulada "Álbum não oficial" (Unofficial Album), uma recontagem fictícia da vida de Vladimir Lenin através da sua arte. Na obra, Lenin tem um irmão gêmeo chamado Sergei e Lenin sobrevive em 1924, decidindo se retirar da vida política e escolhe viver a vida como Muçulmano.
Suas outras coleções de obras incluem Neve (2011–13), Dvoegorsk (2018), focada na cidade fictícia de Dvoegorsk, e As condições do Inverno, focada em soldados sobrevivendo o terrível Inverno Russo.

## Estilo
Voligamsi é conhecido por um estilo que atravessa o surrealismo e o fotorrealismo. Muitas das suas obras são baseadas em fotografias e iconografia de antigos jornais soviéticos. Seu processo se baseia em encontrar fotografias relacionadas a area que ele busca demonstrar, estudando as imagens e então tentar desenhar elas da memória. Voligamsi descreve que a União Soviética da qual ele cresceu como uma influência fundamental no seu trabalho, mas ele deixa a interpretação de qual mensagem sobre a mesma para interpretação da audiência. À respeito do tom das suas pinturas, ele cita como influência em especial a cultura punk britânica, e as influências militares advindas do tempo em que serviu. Também descreve o seu trabalho como bastante humorado e tenta criar um balanço entre "racionalidade e completa insanidade".

## Coleções permanentes
- Museu de Belas Artes de Omsk, Omsk[1]
- Museu de Arte Nesterov, Ufa[1]
- Museu do Complexo Histórico-Cultural Krasnoyarsk, Krasnoyarsk[1]
- Museu de Arte Moderna de Moscou, Moscou[6]
- Erarta, São Petersburgo[1]

## Links Externos
- Site oficial do pintor